# Kirby e il labirinto degli specchi
Kirby e il labirinto degli specchi, conosciuto in Giappone come Hoshi no Kirby: Kagami no daimeikyū (星のカービィ 鏡の大迷宮? lett. "Kirby delle Stelle: Il grande labirinto degli specchi") è un videogioco a piattaforme del 2004, sviluppato da HAL Laboratory in collaborazione con Flagship e Dimps e pubblicato da Nintendo, per la console portatile Game Boy Advance. Il gioco è il sequel diretto di Kirby: Nightmare in Dream Land. È il primo gioco a non essere ambientato a Dream Land, bensì in un nuovo mondo: Mirror World. Il gioco è caratterizzato da una grafica simile al predecessore, da un sonoro ampliato e migliorato ed una suggestiva modalità free roaming.
È uno dei pochi giochi della serie di Kirby (assieme a Kirby e il pennello arcobaleno) dove non compare assolutamente King Dedede, la storica nemesi di Kirby.

## Trama
Oltre i cieli di Dream Land c'è un mondo chiamato Mondo degli Specchi, da cui giunge una richiesta di aiuto. Una creatura oscura sta lentamente conquistando questa pacifica landa. Meta Knight si reca subito nel Mondo degli Specchi per proteggere Dream Land. Tuttavia una mattina, Kirby si scontra con un cavaliere oscuro apparso all'improvviso, il quale riesce a dividere l'eroe paffuto in quattro Kirby dai colori differenti. I quattro inseguono il cavaliere e raggiungono il Mondo degli Specchi. Qui Meta Knight viene sconfitto dal cavaliere e rimane prigioniero nel Grande Specchio. Il cavaliere distrugge lo specchio e gli otto frammenti si disperdono ai quattro venti. Verranno aiutati da Kirby Ombra, la variante di Kirby del Mondo degli Specchi.
I quattro Kirby quindi si imbarcano in una grande odissea per recuperare i frammenti dello specchio e salvare Meta Knight e il Mondo degli Specchi. L'impresa riesce e lo specchio torna normale. Lo scontro finale vede i quattro Kirby e Meta Knight contro Meta Knight Nero, tuttavia una volta sconfitto il cavaliere, i quattro Kirby vengono risucchiati da un vortice e si ritrovano faccia a faccia con Dark Mind, un essere fatto di malvagità ed oscurità dotato di poteri sovrumani. Kirby acquisisce i poteri della spada di Meta Knight e grazie al suo potere distrugge l'essere oscuro. Il Mondo degli Specchi è finalmente tornato un posto sicuro.

## Modalità di gioco

Immagine di gioco

A differenza di tutti gli altri giochi, il gioco non è a livelli, ma ad aree che possono essere completate in qualunque ordine. Per il resto gli elementi del gameplay sono rimasti invariati: Kirby è capace di correre, fluttuare e copiare le abilità dei nemici. In questo gioco sono state introdotte diverse abilità tra cui l'abilità Cupido che permette a Kirby di rimanere in aria senza gonfiarsi e di lanciare frecce; l'abilità Missile trasforma Kirby in un missile che vola e può cambiare direzione in qualunque momento finché non sbatte contro un muro o contro un nemico; l'abilità Smash permette invece di usare le abilità che Kirby usa in Super Smash Bros. Melee. Nel gioco è presente anche il multiplayer che permette fino a quattro giocatori di collegarsi tra loro e di giocare contemporaneamente. Se si gioca da soli invece i Kirby colorati sono controllati dalla CPU e possono essere chiamati con il cellulare. Il cellulare può anche essere utilizzato per tornare all'atrio degli specchi principale.

## Accoglienza
| Testata                         | Giudizio |
| ------------------------------- | -------- |
| Metacritic (media al 17-3-2021) | 80/100   |
| 1UP.com                         | B+       |
| Famitsū                         | 36/40    |
| Game Informer                   | 7.75/10  |
| GameSpot                        | 8.2/10   |
| GameSpy                         | 4/5      |
| IGN                             | 8/10     |
| Nintendo Life                   | 6/10     |
| Nintendo Power                  | 4/5      |
| The Times                       | 4/5      |
| VideoGamer.com                  | 7/10     |
| X-Play                          | 3/5      |

Negli Stati Uniti, Kirby e il labirinto degli specchi ha venduto 620 000 copie e guadagnato 19 milioni di dollari entro agosto 2006. Durante il periodo tra gennaio 2000 e agosto 2006, è stato il 43° gioco più venduto per Game Boy Advance, Nintendo DS o PlayStation Portable in quel paese.
Kirby e il labirinto degli specchi ha ricevuto recensioni "favorevoli" secondo il sito web di aggregazione di recensioni Metacritic. Ha ricevuto un secondo posto nella classifica 2004 di GameSpot come "Miglior gioco per Game Boy Advance" e "Miglior Platformer", perdendo rispettivamente contro Astro Boy: Omega Factor e Ratchet & Clank: Up Your Arsenal.
IGN ha affermato "La vera sfida è scoprire i percorsi nascosti". GameSpot ha definito il layout "scoraggiante", ma ha apprezzato la funzionalità della mappa. La grafica e il comparto sonoro sono stati definiti carini, anche se non sorprendenti.